# 칠면초

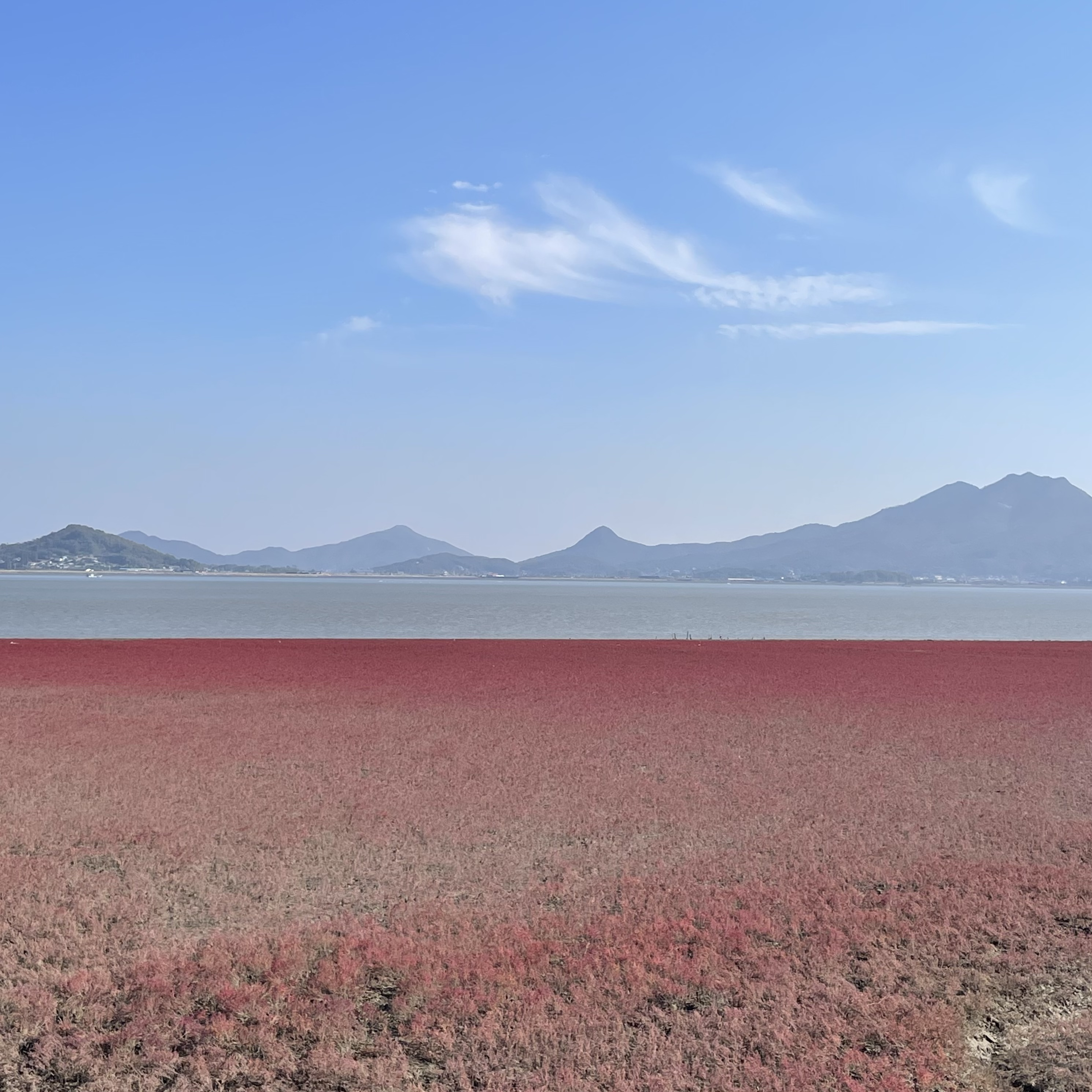
석모도 칠면초 군락지

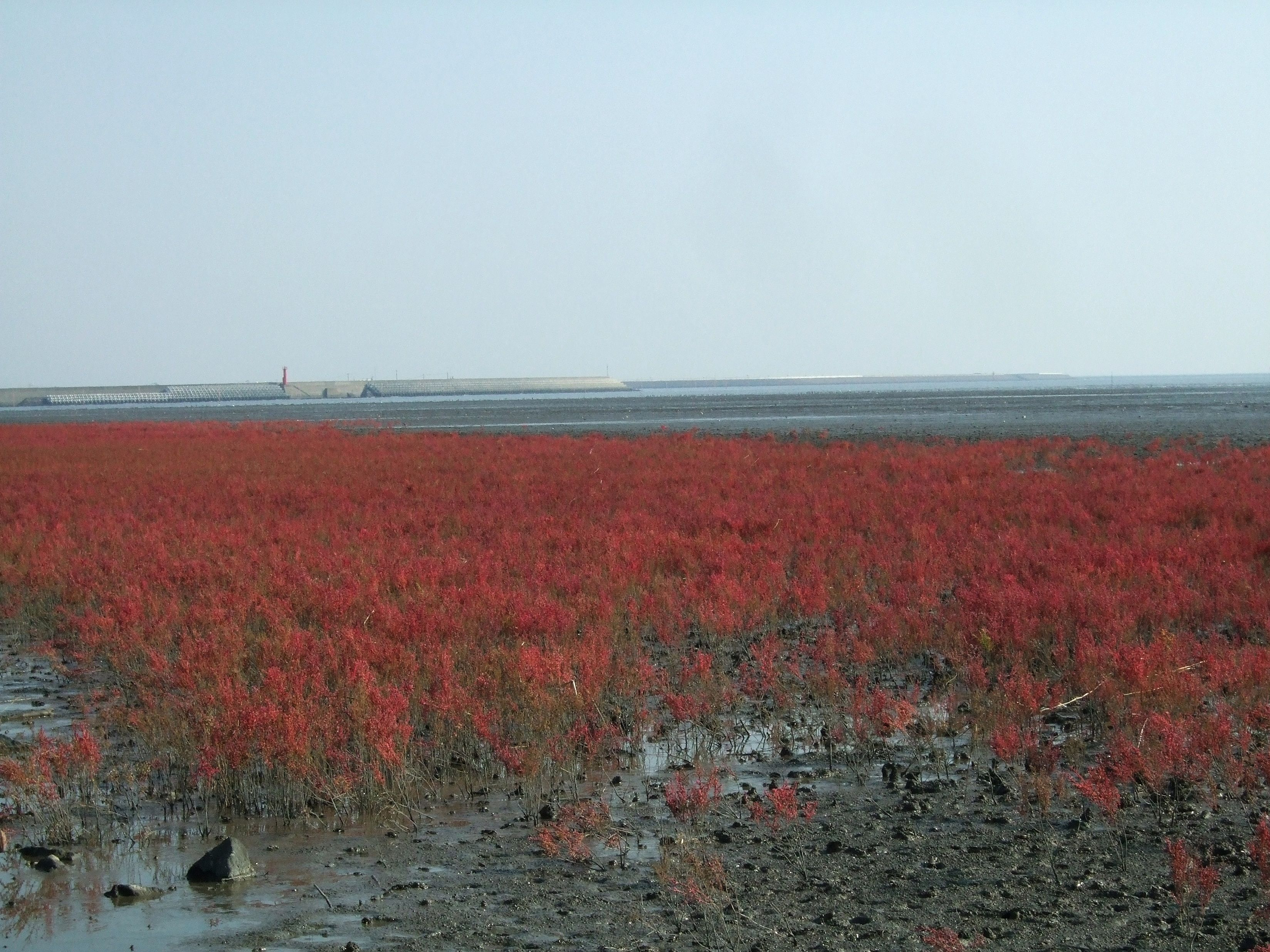
아리아케해의 갯벌에서

칠면초(七面草, Suaeda japonica)는 한국·일본의 바닷가에서 군생하는 한해살이풀로서 높이는 약 15~50cm이다. 가지가 윗부분에서 많이 나온다. 잎은 어긋나기하고 잎자루가 없으며, 줄모양이나 거꿀달걀꼴로 처음에 녹색이었다가 나중에 자색으로 변하고 꽃은 8-9월에 녹색으로 피며 2~10개의 암·수꽃이 섞여 있고 잎겨드랑이에 많이 달린다. 열매는 포과로, 9~10월에 익으며 작은 포에 싸이고, 씨방에는 종자가 1개 있으며 꽃받침에 싸여 있다. 어린잎은 나물로 먹을 수 있다.